# Fröhlichova vila (Dolní Mokropsy)
Fröhlichova vila je letní vila v Černošicích v okrese Praha-západ. Na začátku 20. století ji navrhl Jan Kotěra.

## Historie
Dům si nechal postavit dekoratér interiérů František Fröhlich v roce 1906 v Černošicích. Interiérový design vily provedl František Fröhlich sám. Výzdobu garáže a zahradního domku měl pak na starosti jeho syn Jan Fröhlich. V sedmdesátých letech 20. století (20. letech 20. století) pak byla podle vlastního Fröhlichova návrhu na severní straně domu přistavěna garáž, která nenarušuje původní vzhled vily.
Od  roku 1958 je budova chráněna jako kulturní památka.

## Architektura
Vila patří k raným dílům architekta Jana Kotěry a stylově kombinuje architekturu anglického venkovského domu a českou lidovou architekturu. Architektonický návrh klade důraz na spojení člověka s přírodou. Tomu napomáhá jednak formálně založená zahrada s květinovými záhony, jednak využití dřevěných stavebních konstrukcí a květinových dekorativních motivů na fasádě domu. Dům je jednopatrový a do zahrady se vstupuje otevřenou verandou. Cenný je především dochovaný interiér, včetně původních dveří a vyřezávaného schodiště.